# Chiajna
Chiajna er en kommune i Ilfov-distriktet i Rumænien, lidt vest for hovedstaden Bukarest. Kommunen har tre landsbyer, Chiajna, Dudu og Roşu, og et befolkningstal på 8.163.

## Navn
Navnet 'Chiajna' er også et rumænsk pigenavn, der er den feminine udgave af 'cneaz', der betyder 'fyrste'. Kommunens navn stammer antagelig fra en adelskvinde, der har boet på stedet, men der hersker tvivl om, hvem hun var. Hun kan have være hustruen til fyrst Mircea af Valakiet og levet ca. 1525-1580; denne Chiajna er kendt i rumænsk litteratur som en frygtindgydende kvinde, der kan ses som en parallel til Lady Macbeth.
44°27′20″N 25°58′28″Ø / 44.455653°N 25.9745576°Ø